# Campeonato Paraguaio de Futebol de 1924
O Campeonato Paraguaio de Futebol de 1924 foi o décimo sétimo torneio desta competição.  Participaram onze equipes. Não houve rebaixamento na edição anterior. O clube chamado "Deportivo Meilicke", campeão do Campeonato Paraguaio de Futebol da Segunda Divisão, mudou de nome para General Caballero.
| Equipe                       | Cidade   | Departamento     | No ano anterior                                                      | Estádio | Capacidade | Títulos                    | Participações |
| ---------------------------- | -------- | ---------------- | -------------------------------------------------------------------- | ------- | ---------- | -------------------------- | ------------- |
| Atlántida Sport Club         | Assunção | Distrito Capital | Quinto Lugar                                                         | --      | --         | 0 (não possui)             | 10            |
| Club River Plate             | Assunção | Distrito Capital | Sétimo Lugar                                                         | --      | --         | 0 (não possui)             | 10            |
| Club Cerro Porteño           | Assunção | Distrito Capital | Sexto Lugar                                                          | --      | --         | 4 (1913, 1915, 1918, 1919) | 11            |
| Club Guaraní                 | Assunção | Distrito Capital | Campeão                                                              | --      | --         | 4 (1906,1907, 1921, 1923 ) | 16            |
| Club Nacional                | Assunção | Distrito Capital | Quarto Lugar                                                         | --      | --         | 2 (1909, 1911)             | 17            |
| Club Olimpia                 | Assunção | Distrito Capital | Vice Campeão                                                         | --      | --         | 4 (1912, 1914, 1916, 1917) | 17            |
| Sol de América               | Assunção | Distrito Capital | Oitavo Lugar                                                         | --      | --         | 0 (não possui)             | 12            |
| Club Libertad                | Assunção | Distrito Capital | Terceiro Lugar                                                       | --      | --         | 2 (1910, 1920)             | 12            |
| Sastre Sport                 | Assunção | Distrito Capital | Décimo Lugar                                                         | --      | --         | 0 (não possui)             | 4             |
| Club Presidente Hayes        | Assunção | Distrito Capital | Nono Lugar                                                           | --      | --         | 0 (não possui)             | 5             |
| General Caballero Sport Club | Assunção | Distrito Capital | Campeão do Campeonato Paraguaio de Futebol de 1923 - Segunda Divisão | --      | --         | 0 (não possui)             | 1             |

## Premiação
| Campeonato Paraguaio 1924 Primeira Divisão |
| Assunção                                   |
| ------------------------------------------ |
| Club Nacional Campeão (3º título)          |